# レイクランド (フロリダ州)
レイクランド （英: Lakeland）は、アメリカ合衆国フロリダ州の中央部、ポーク郡の都市である。タンパとオーランドの間、州間高速道路4号線沿いにある。人口は11万2641人（2020年）。広域ではレイクランド・ウィンターヘイブン都市圏を構成している。
カナダのオンタリオ州リッチモンドヒル、日本愛媛県の今治市、モルドバのバルツィ、ジャマイカのポートモア、中国上海市の崇明県と姉妹都市を結んでいる。

## 歴史

### 前史時代
最終氷期末近く、最初のパレオ・インディアンが大型動物を南に追ってフロリダ州中央部に入ってきた。氷河が融けて海面が上がると、インディアンは回遊を止めてこの半島で数千年間繁栄を続けた。最初のスペイン・コンキスタドールが到着するまでに、半島には25万人以上のインディアンが住んでいた。初期の部族としては、トコバゴ族、ティムクア族、カルーサ族などがいた。1527年、スペインの地図にはリオ・デ・ラ・パス（平和の川）近くに開拓地が載っていた。スペイン人が入ってきたことは、これら部族にとって大惨事に繋がった。それから150年間で、フロリダの先コロンブス期先住民の大半が消えてしまった。天然痘や黄熱病のような疫病を生き延びた者も、殺されるか奴隷にされた。ポーク郡にはこれらインディアン文化の痕跡がほとんど残っていないが、幾つか個人の人工物や貝塚など僅かに考古学的記録がある。これら部族の名残は北から移ってきてセミノール族となったクリーク族インディアンの中に融合することになった。
フロリダは1845年に州に昇格し、ポーク郡は1861年に設立された。南北戦争の後、郡庁はレイクランドの南東にあるバートーに置かれた。ポーク郡初期の歴史がバートーとフォートミードの2つの都市周辺に集中する中で、ポーク郡北部に移ってきた者達が定着を始め、レイクランドとなった。

### 開拓初期
レイクランドが設立されたのは1870年代であり、1884年に鉄道が開通すると発展を始めた。1885年1月1日に法人化された。この町はケンタッキー州ルイビルの住人だったエイブラハム・マンが設立したものであり、1882年に現在の中心街の土地80エーカー (320,000 m2) を購入し、1884年に町とするために区画割りした。町名として住民に検討されたものの中には、マンビル、レッドバッグ、ロームシティなどがあった。
1898年4月、米西戦争が始まり、レイクランドの発展にとっては重要な時期になった。戦争は直ぐに終わり、国内の大半にはほとんど影響しなかったが、フロリダ半島は戦争の出発点とされ、レイクランドの小さな町に9,000人以上の兵士がいた。
フロリダ・ブームでレイクランドにも多くの重要な建造物が建設され、その多くが今日アメリカ合衆国国家歴史登録財に指定されている。その中にはテラス・ホテル、ニューフロリダ・ホテル（リージェンシー・タワー、現在はレイクミラー・タワー）、ポーク劇場、ミラー湖遊歩道、ポーク美術館（20年代のブームの時のものではない）、パーク・トラメル・ビル（元はレイクランド図書館、現在はレイクランド商工会議所）などがある。市内には1920年代と1940年代に建設された大型ビルのある歴史地区も幾つかある。大リーグのクリーブランド・インディアンスは1923年から1927年までヘンリーフィールド・ボールパークで春季キャンプを張っていた。ミラー湖の回りに開発された公園としては、バーネット子供公園、ホリス庭園があり、最新のアレン・クライガー公園もある。
「ブーム」は急速に「弾け」、快復するまでに年月が流れた。再興に力を貸したのが、1934年にデトロイト・タイガースが春季キャンプを行うようになったことだった。タイガースは市内のジョーカー・マーチャント・スタジアムでキャンプを続け、フロリダ州リーグのレイクランド・フライングタイガースを所有している。フロリダ州中央部交通の主要施設としてレイクランド市民空港が建設されたのも重要な要因だった。1930年代には著名な建築家フランク・ロイド・ライトがこの地を訪れた。1938年、フロリダ・サザン・カレッジ学長ラッド・スパイビーの要請で、「フロリダ州における偉大な教育の殿堂」を設計した。ライトは20年間を掛けて、「真のアメリカのキャンパス」のために働いた。最初のマスタープランでは18の建造物とその他の数棟があったが、9棟が完成し、9棟は設計図に残されたままだった。建物の全てはライトの言う「テキスタイル・ブロック・システム」で建設されており、フロリダ州でそのシステムを使うのは初めてだった。自身を「地から出て、光に入る、太陽の子」という存在と表現したことから、ライトはその計画を「太陽の子」と呼んだ。世界でもライトの作品が集中したことで最大の場所であり、その後州内や国内他地域で多くの大学を造るためのパターンを形成した。

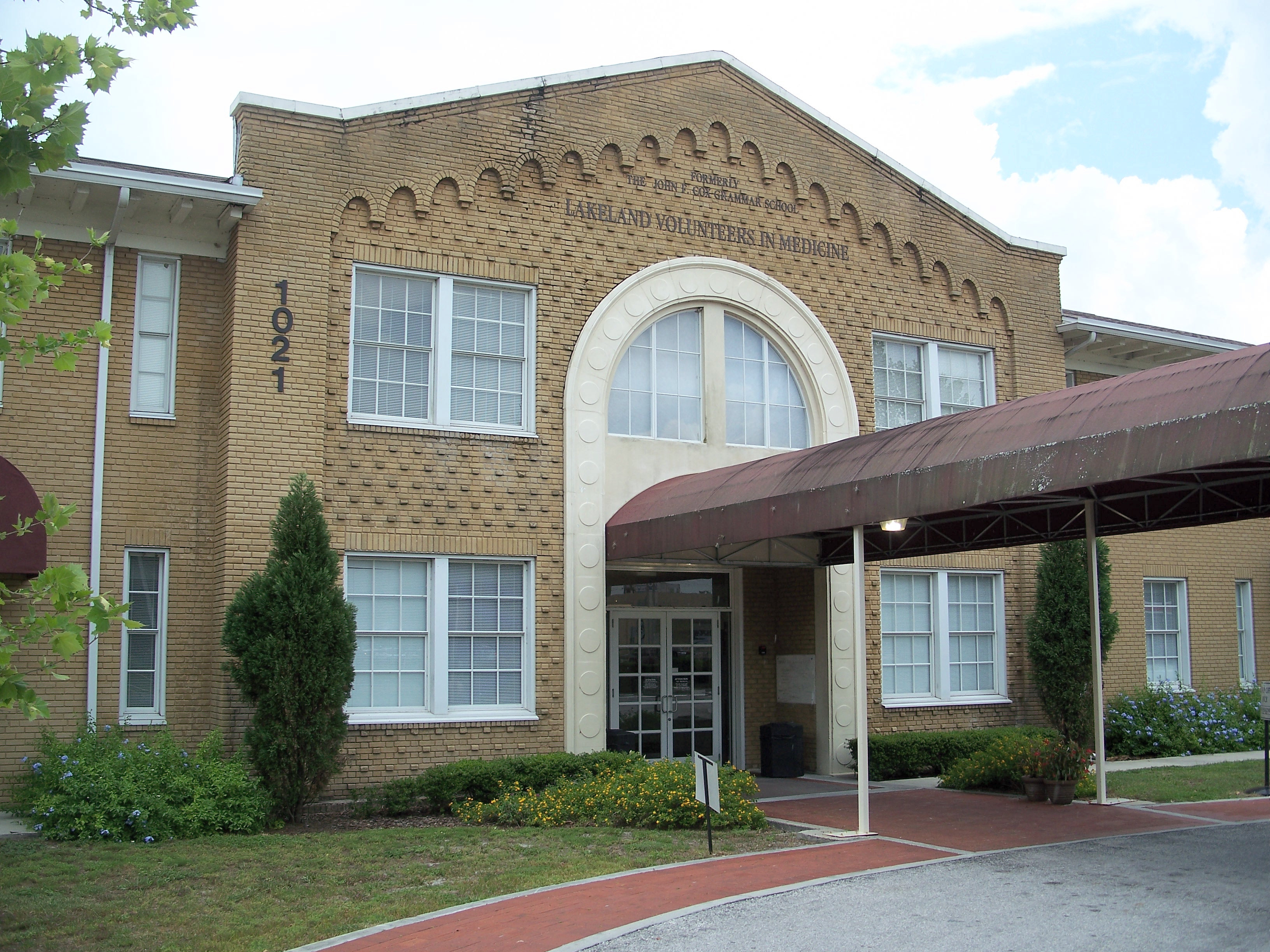
ジョン・F・コックス・グラマースクール、1925年開校

### 第二次世界大戦から現在
第二次世界大戦中、レイクランドのロドウィック飛行場で、ボランティアの飛行教官が多くの若いイギリス人操縦士を教えた。彼等は旅芸人や独立パイロットの集まりだった。後にアメリカが参戦すると、陸軍航空隊がロドウィックのような飛行場に依存して戦闘機、爆撃機、輸送機のパイロットを訓練した。

## 地理と気候
レイクランドは北緯28度02分28秒 西経81度57分32秒 / 北緯28.041248度 西経81.958978度 (28.041248, -81.958978) に位置している。海抜は141フィート (43 m) にある。アメリカ合衆国国勢調査局に拠れば、市域全面積は67平方マイル (173.5 km2)であり、このうち陸地45.84平方マイル (118.7 km2)、水域は5.61平方マイル (14.5 km2)で水域率は10.90%である。大西洋岸平原の中でも中央フロリダ高原に位置し、地形は平坦な土地の間に穏やかにうねる丘陵が散在している。

### 湖

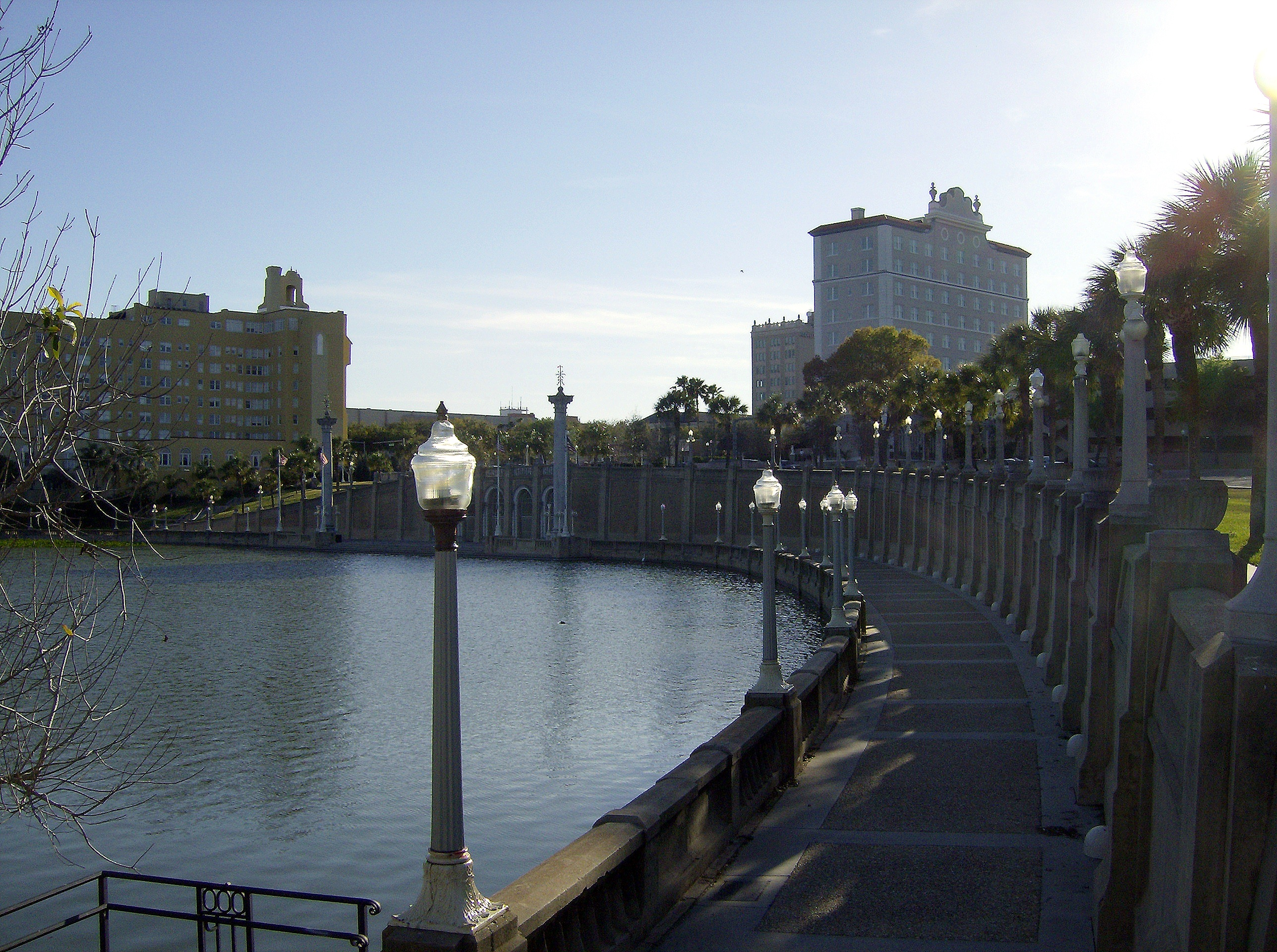
中心街のミラー湖公園、市役所やレイクランド・テラス・ホテルが並ぶ

レイクランドの特徴は多くの湖があることである。名称のある湖だけでも38あり、他にも無名の水域が多い。その多くはリン酸塩を掘った穴であり、その後に水で満たされた。最大の湖はパーカー湖であり、面積は2,550エーカー (10.3 km2) である。レイクランドの文化の多くがこれら多くの湖に関わっており、他の町の人々が通りで説明するのを、レイクランドの人々は「ビューラー湖の近くに住んでいる」というように湖の名前を使って表現している。パーカー湖に加えて、ホリングスワース湖、モートン湖、ミラー湖、ギブソン湖などが著名である。
レイクランドの湖群では白鳥が目につく。最初の白鳥が現れたのは1923年頃であり、それからの長い歴史がある。1954年までにアリゲーターやペットに追われていなくなった。白鳥がいなくなったことを悲しんだ住民がエリザベス2世に手紙を書いた。英国王室はその白鳥2羽の捕獲を認め、現在レイクランド市の湖群にいる白鳥は、女王から送られた王室白鳥の子孫である。
2006年7月、市内湖群の1つスコット湖が1群の陥没穴によって水をほとんど抜かれてしまった。後に部分的に水を満たされることになった。

### 気候
レイクランドはオキーチョビー湖より北にある州内地域の大半と同様、温暖湿潤気候（ケッペンの気候区分 Cfa）にある。通常夏は暑くて湿気ており、最高気温が90°F (32 ℃) を下回ることも夜間の最低気温が70°F (21 ℃) を下回ることも滅多にない。中央フロリダの大半と同様に、夏の午後には雷雨が発生する。冬は乾燥し温暖だが、たまに氷点下になる寒気が訪れることがある。
| レイクランドの気候     | レイクランドの気候 | レイクランドの気候 | レイクランドの気候 | レイクランドの気候 | レイクランドの気候 | レイクランドの気候 | レイクランドの気候 | レイクランドの気候 | レイクランドの気候 | レイクランドの気候 | レイクランドの気候 | レイクランドの気候 | レイクランドの気候 |
| 月                     | 1月                | 2月                | 3月                | 4月                | 5月                | 6月                | 7月                | 8月                | 9月                | 10月               | 11月               | 12月               | 年                 |
| ---------------------- | ------------------ | ------------------ | ------------------ | ------------------ | ------------------ | ------------------ | ------------------ | ------------------ | ------------------ | ------------------ | ------------------ | ------------------ | ------------------ |
| 最高気温記録 °F （°C） | 87 (31)            | 90 (32)            | 92 (33)            | 95 (35)            | 103 (39)           | 105 (41)           | 100 (38)           | 100 (38)           | 98 (37)            | 96 (36)            | 93 (34)            | 87 (31)            | 105 (41)           |
| 平均最高気温 °F （°C） | 74 (23)            | 76 (24)            | 82 (28)            | 86 (30)            | 91 (33)            | 94 (34)            | 95 (35)            | 94 (34)            | 92 (33)            | 87 (31)            | 80 (27)            | 75 (24)            | 85.5 (29.7)        |
| 平均最低気温 °F （°C） | 51 (11)            | 52 (11)            | 56 (13)            | 61 (16)            | 67 (19)            | 72 (22)            | 73 (23)            | 74 (23)            | 73 (23)            | 66 (19)            | 59 (15)            | 53 (12)            | 63.1 (17.3)        |
| 最低気温記録 °F （°C） | 20 (−7)            | 27 (−3)            | 25 (−4)            | 35 (2)             | 47 (8)             | 52 (11)            | 64 (18)            | 63 (17)            | 57 (14)            | 42 (6)             | 28 (−2)            | 20 (−7)            | 20 (−7)            |
| 降水量 inch （mm）     | 2.45 (62.2)        | 2.73 (69.3)        | 3.38 (85.9)        | 2.04 (51.8)        | 3.81 (96.8)        | 7.00 (177.8)       | 7.51 (190.8)       | 7.33 (186.2)       | 6.33 (160.8)       | 2.29 (58.2)        | 2.12 (53.8)        | 2.14 (54.4)        | 49.13 (1,247.9)    |
| 平均月間日照時間       | 203.2              | 209.4              | 258.2              | 302.1              | 306.7              | 255.8              | 255.4              | 248.9              | 226.5              | 239.9              | 213.4              | 203.5              | 2,923              |
| 出典：                 |                    |                    |                    |                    |                    |                    |                    |                    |                    |                    |                    |                    |                    |

## 政府と政治
レイクランドは6人の委員で構成される市政委員会が統治している。委員のうち4人は小選挙区から選ばれ、残り2人は市全体を選挙区に選ばれている。市長も選挙で選ばれている。

### 公衆安全と犯罪
レイクランドは2006年9月28日に全国紙の見出しになった。ポーク郡保安官の副官バーノン・"マット"・ウィリアムズとそのK-9の同僚ダイオギが、レイクランドのウォバッシュ地域で通常の交通取り締まり後に、銃で撃たれて殺された。ウィリアムズを殺しその銃を奪った容疑者アンギロ・フリーランドの捜索には、様々な警察機関から500人以上の警官が参加した。フリーランドは翌朝、田園部に隠れていたのを発見された。9人の警官がフリーランドを包囲し、フリーランドがウィリアムズから奪った拳銃を挙げたときに、警官達は110発の弾丸を放ち、そのうち68発を宛ててフリーランドを即死させた。ポーク郡保安官のグラディ・ジャッドは、「110発も放った唯一の理由は、それが彼等の持っていた弾丸の全てだったということだ。...彼に反撃する機会を与えなかった」とコメントした。アメリカ合衆国司法省を含む6つの公的機関がこのフリーランド射殺を調査し、それぞれが警官の武力使用を正当化した。2006年10月3日、1時間45分のオーバーンデールまでの行進を含む葬儀の後、ウィリアムズとダイオギは埋葬された。

## 人口動態
以下は2010年の国勢調査による人口統計データである。
世帯と家族（対世帯数）
- 住居数: 48,218 軒
- 同空室率: 15.5%
- 18歳未満の子供がいる: 23.5%
- 結婚・同居している夫婦: 43.5%
- 未婚・離婚・死別女性が世帯主: 13.7%
- 非家族世帯: 39.2%
- 単身世帯: 32.9%
- 65歳以上の老人1人暮らし: 14.9%
- 平均構成人数
  - 世帯: 2.23人
  - 家族: 2.82人

| 年齢別人口構成（2000年データ） - 18歳未満: 21.4% - 18-24歳: 10.3% - 25-44歳: 24.7% - 45-64歳: 20.6% - 65歳以上: 23.0% - 年齢の中央値: 40歳 - 性比（女性100人あたり男性の人口） - 総人口: 86.8 - 18歳以上: 82.1 | 収入と家計（2000年データ） - 収入の中央値 - 世帯: 16,119米ドル - 家族: 17,468米ドル - 性別 - 男性: 14,137米ドル - 女性: 9,771米ドル - 人口1人あたり収入: 15,760米ドル - 貧困線以下 - 対人口: 35.0% - 対家族数: 40.7% - 18歳未満: 97.2% - 65歳以上: 9.1% | 家庭で話す言語による人口構成比 - 英語：91.04% - スペイン語：6.44% - フランス語：0.75% - フランス語：0.41% |

### 宗教
1913年、リトアニアからウルフソン家が移民してきてこの地域初のユダヤ人開拓者となった。幾らか苦難の時があったが、ユダヤ人社会が成長し、1932年には最初のシナゴーグであるテンプル・エマヌエルが開設された。
市内には国内でも最初期のヒンドゥー教寺院、スワミナラヤン・ヒンドゥー・テンプルがある。
1994年、最初のモスクが建設され、現在も唯一のものになっている。マスジド・アイシャと呼ばれたが、現在はレイクランド・イスラム教センターと呼ばれている。2011年には改修された。

## 経済

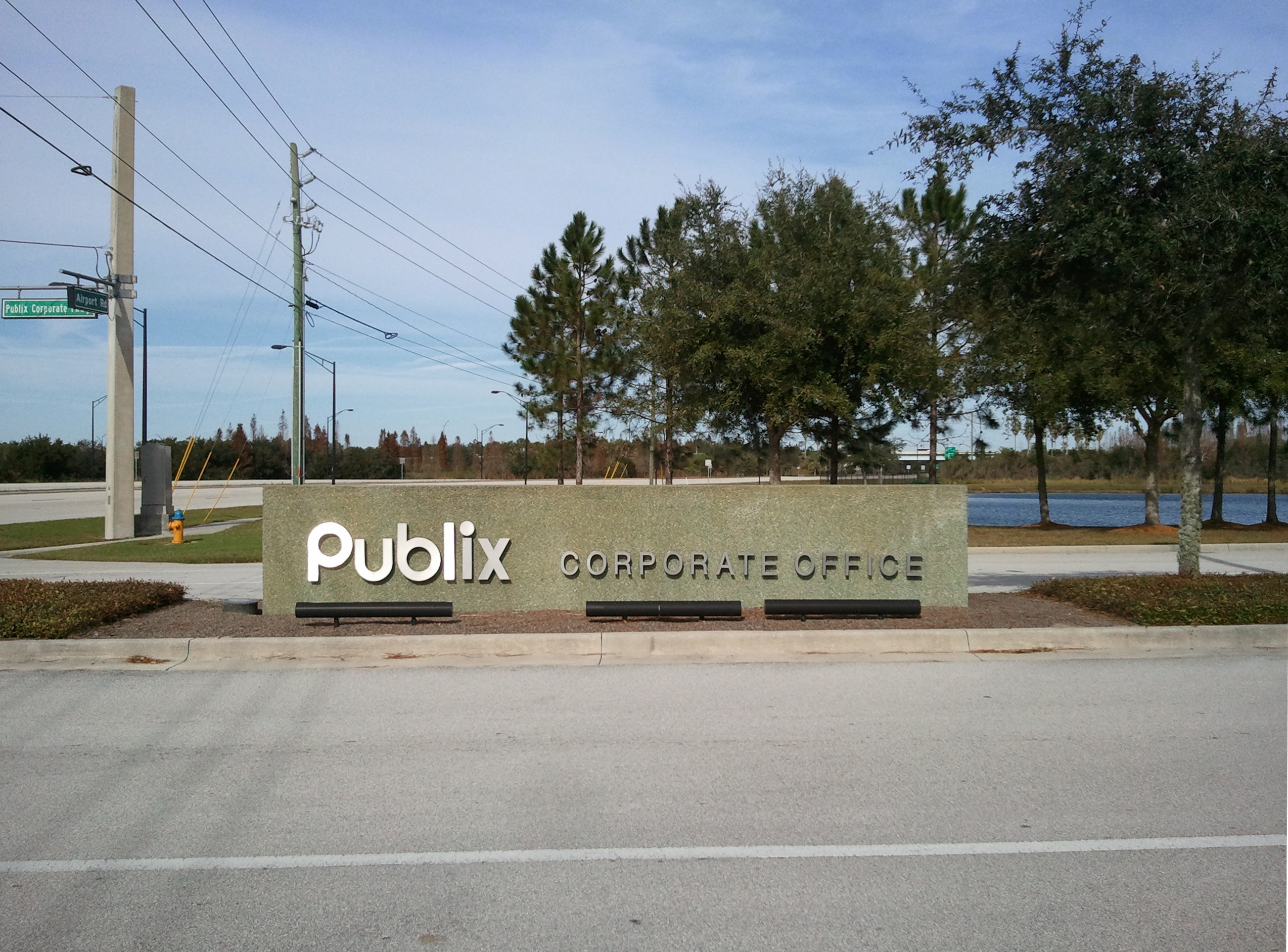
パブリクス本社

レイクランド市は州間高速道路が通るオーランド市とタンパ市の間では最大の都市である、大きな産業としては、柑橘類栽培、牛の飼育、およびリン酸塩の採鉱がある。過去数十年間で、観光業、医療、保険、運輸および音楽産業が重要になってきた。
柑橘類栽培は1850年代にこの地域に樹木を植えた初期開拓者の時代から続いている。ポーク郡より北にある郡部で凍害が続いた後で、ポーク郡の地域は州内でも柑橘類栽培の重要地域になってきた。柑橘類は最大産業ではないが、レイクランド市とポーク郡の経済では依然として重要な位置を占めている。
リン酸塩の採鉱もレイクランド市経済にとって重要なままだが、現在はかなり南で採掘されている。ボーン・バレーで国内の25%を生産している。
市内最大の雇用主はスーパーマーケットのパブリックスである。パブリックスは国内で1,000店以上を展開する最大級の地域的スーパーマーケット・チェーンである。レイクランド地域には本社と倉庫があり、6,500人を雇用している。
レイクランド市は交通の中心でもある。フェデックス・フレート・アンド・フェデックス・サービシーズやサドル・クリーク・コーポレーションが、地域で600人以上を雇用している。その他の大型雇用主としては GEICO、Rooms To Go、レイクランド地域医療センターがある。
2011年2月時点で季節調整後の失業率は11.3%だった。

## 文化

### 歴史地区

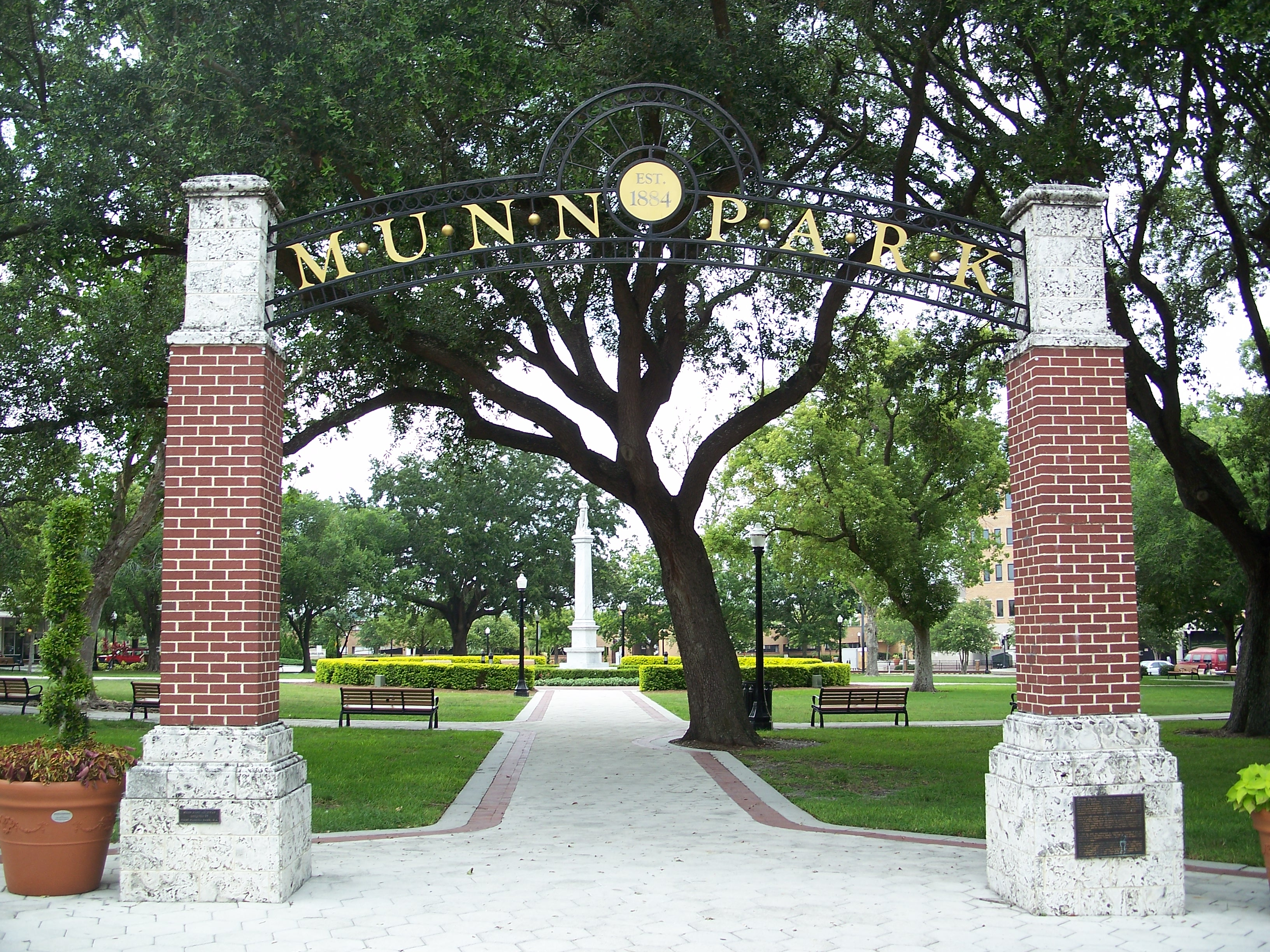
マン公園

- ビーコンヒル・アルタビスタ住宅街
- ビルとモア・カンバーランド歴史地区
- ディキシーランド歴史地区
- イーストレイク・モートン住宅街
- レイクハンター・テラス歴史地区
- マン公園歴史地区
- サウスレイク・モートン歴史地区

### 建物と場所
- セントラル・アベニュー学校
- クリーブランド・コート学校
- ジョン・F・コックス・グラマースクール
- フロリダ・サザン・カレッジ
- ヘンリーフィールド・ボールパーク
- ジョーカー・マーチャント・スタジアム
- ミラー湖遊歩道
- レイクランド・センター
- レイクランド・スクエアモール
- レイクサイドビレッジ
- 旧レイクランド高校

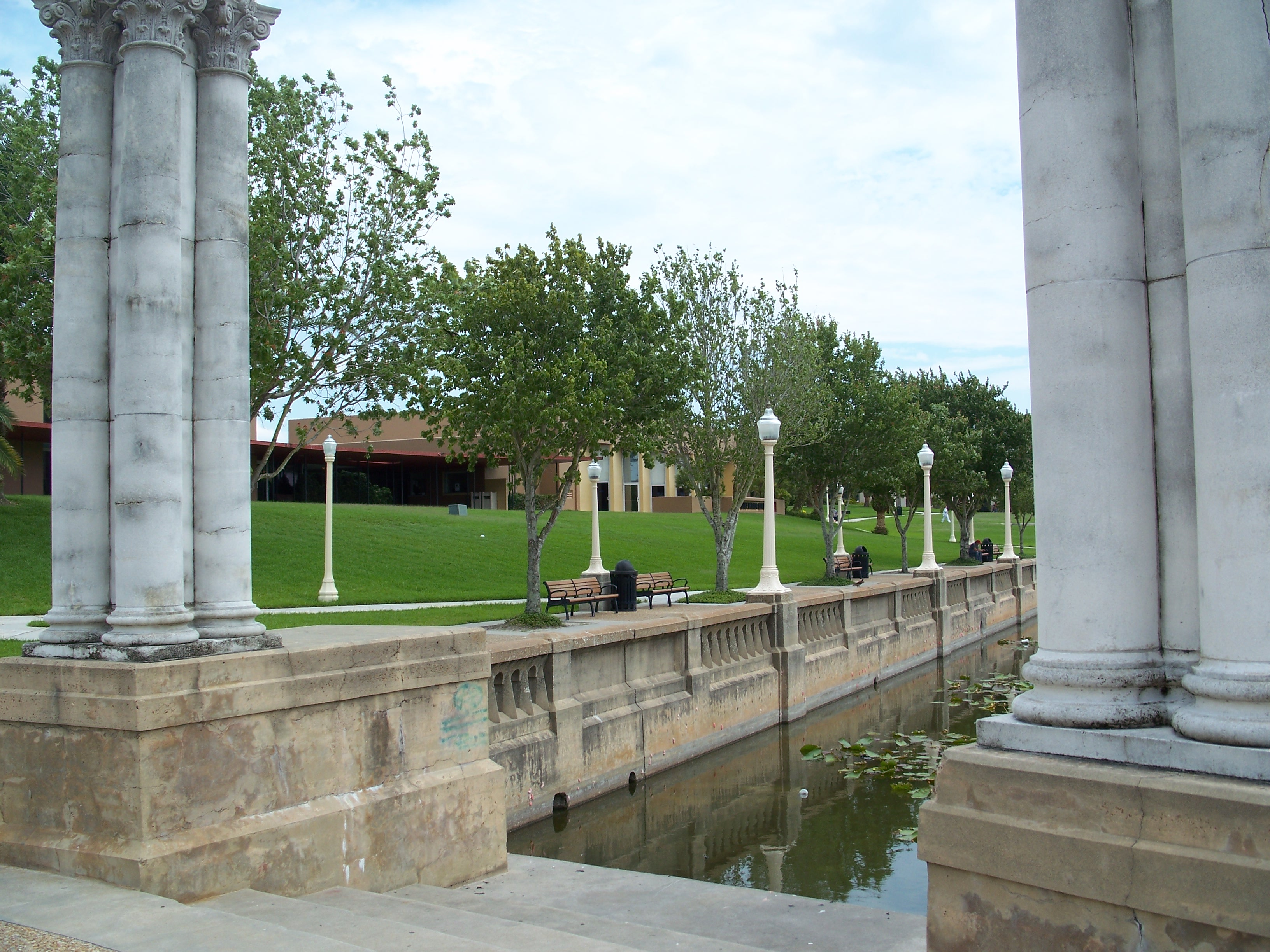
ミラー湖遊歩道

- ジェイムズ・ヘンリー・ミルズ名誉勲章パークウェイ
- オーツ・ビルディング
- ポーク・コミュニティカレッジ
- ポーク美術館
- ポーク劇場
- サウスイースタン大学
- USA インターナショナル・スピードウェイ
- 南フロリダ・ポリテクニック大学レイクランド校
- ウィンストン学校
- ウィズアウト・ウォールズ中央教会 - 地域のメガチャーチ
- シルバームーン・ドライブイン

### メディア
ポーク郡はタンパベイ・テレビ市場に入っている。ブライトハウス・ネットワークスが市内にケーブルテレビ放送を提供している。独立系テレビ局のWMOR-TVは、レイクランド市で免許取得し、スタジオはタンパ市、送信塔はリバービューにある。
レイクランド市とポーク郡は独自のラジオ市場の中にあり、AMラジオ3局、FMラジオ4局があり、タンパベイやオーランドの放送も聴取可能である。
地元の新聞「ザ・レッジャー」はハリファックス・メディアグループが所有している。

### 大衆文化

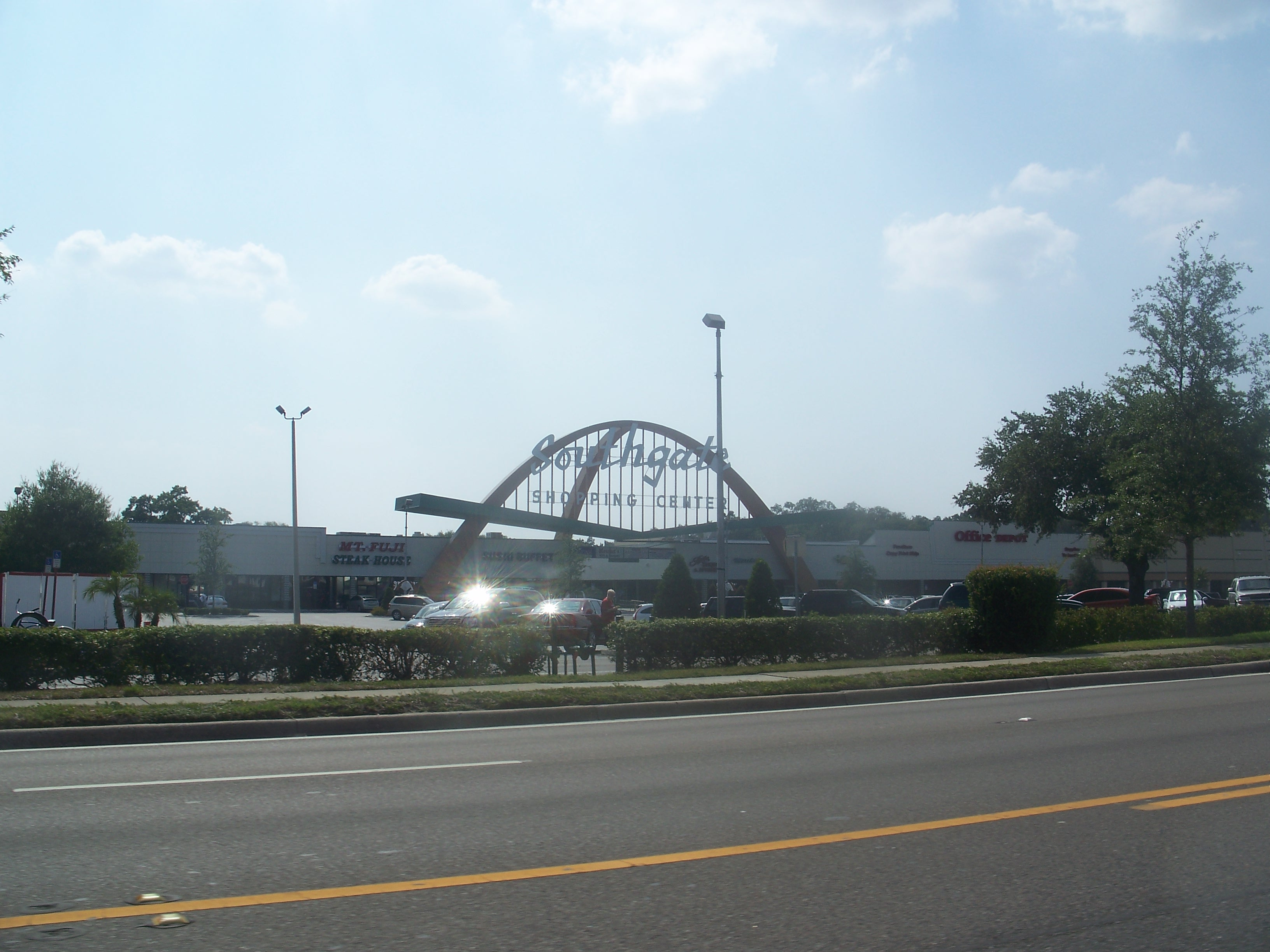
サウスゲイト・ショッピングセンター

1990年のハリウッド映画『シザーハンズ』は、レイクランド市のサウスゲイト・ショッピングセンターで撮影された。ジャド・ネルソン主演の映画『Endure』でも撮影に使われた。

## 交通
レイクランド市は州間高速道路が通るオーランド市とタンパ市の間では最大の都市であるので、重要な交通ハブになっている。郡のニックネームである「インペリアル・ポーク郡」は、1914年に郡内の都市間を繋ぐ広い道路を可能にした大型債券の故に名付けられた。
主要高規格道路は次の通りである。
- 州間高速道路4号線 - フロリダ州中央部を通る主要州間高速道路であり、タンパ、レイクランド、オーランド、デイトナビーチを繋いでいる
- ポーク・パークウェイ - レイクランド市を取り巻く環状道路であり、両端は州間高速道路4号線に接続する。事実上バイパス道路だが、市内各部相互の交通や市内の大半から州間高速道路4号線へのアクセスを可能にしている
- アメリカ国道17号線 - アメリカ国道92号線と合流して始まり、ウィンターヘイブンを経てダベンポートに至る。バートーでアメリカ国道98号線に合流しフォートミードに向かう
- アメリカ国道27号線 - ヘインズシティからフロストプルーフを通り、アメリカ国道98号線に合流する
- アメリカ国道92号線 - 市内はメモリアル・ブールバードとなる。州間高速道路4号線が建設されるまでタンパとオーランドを結ぶ幹線道だった。現在も西のプラントシティや東のウィンターヘイブン、オーバーンデールを結ぶ主要道である
- アメリカ国道98号線 - バートー道路を南に辿って郡庁所在地のバートーに向かう。北はデイドシティに至る
- フロリダ州道33号線 - 大半は田園部を通り、レイク郡やフォロリだ・ターンパイクへのアクセスとなる
- フロリダ州道37号線 - 市内の南北方向幹線道であるフロリダ・アベニューを辿る。南はマルベリーに向かう
- フロリダ州道540号線 - ウィンターレイク道路、市の南部をウィンターヘイブンに向かう

### その他の交通
- レイクランド駅：アムトラックが乗り入れる。
- レイクランド・リンダー地域空港
- レイクランド・グレイハウンド・ターミナル
- シトラス・コネクション、地方バスサービス

## 教育

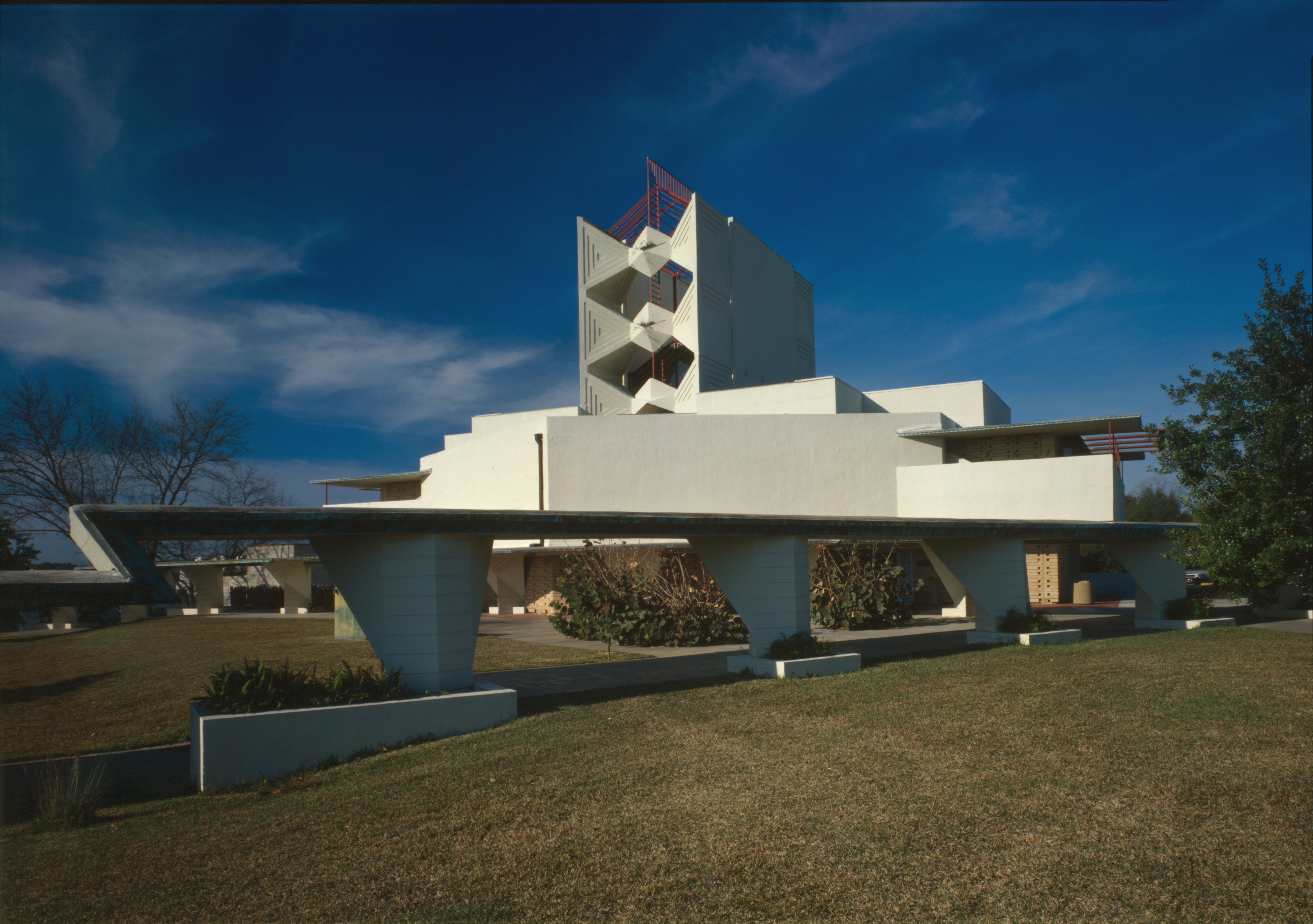
アニー・ファイファー礼拝堂

市内の公立学校はポーク郡教育学区が管轄している。小学校28校、中学校7校、高校5校、マグネットスクール3校がある。ポーク郡教育委員会の監督下にある。
私立学校はカルバリー・バプテスト・アカデミーなどキリスト教系の11校がある。
高等教育機関は次のとおりである。
- 南フロリダ・ポリテクニック大学レイクランド校
- フロリダ・サザン・カレッジ
- フロリダ工科カレッジ
- カイザー大学
- ポーク州立カレッジ
- サウスイースタン大学

レイクランド地域には高等教育を受けるための多くの機会がある。1883年に設立されたフロリダ・サザン・カレッジは市内で著名なカレッジであり、レイクホリングスワースにある。ここにはフランク・ロイド・ライトの設計になる建物が集まっていることでは世界最大である。サウスイースタン大学はアッセンブリーズ・オブ・ゴッドの系列大学であり、学生数は3,000人である。南フロリダ・ポリテクニック大学は市内南部のウィンターレイク道路沿いにポーク州立カレッジとの合同施設を運営している。2008年7月、チャーリー・クリスト州知事から部分的な自治を認められ、南フロリダ・ポリテクニック大学レイクランド校となった。現在市内北東境近くに新キャンパスの計画がある。営利認証大学であるエベレスト大学とカイザー大学も市内にキャンパスがある。トラビス・キャリア・センターは職業訓練校である。ウェブスター大学はレイクランド都市圏キャンパスで事業とカウンセリングに関する修士号取得プログラムを提供している。

## スポーツ
中心街の北にあるジョーカー・マーチャント・スタジアムは大リーグデトロイト・タイガースの春季キャンプ場であり、その他クラスAフロリダ州リーグのレイクランド・フライングタイガース、ルーキーリーグであるガルフ・コーストリーグのガルフコースト・リーグ・タイガースが本拠地にしている。アルティメイト・インドア・フットボールリーグのレイクランド・レイダースがレイクランド・センターで試合を行っている。1980年代、サッカーのタンパベイ・ローディーズが短期間レイクランド・センターを使っていた。この会場ではフロリダ高校運動協会主催のバスケットボール選手権決勝も行われている。

## 姉妹都市
| - モルドバ、バルツィ - 中華人民共和国、上海市崇明県 - 日本、愛媛県、今治市 | - ジャマイカ、ポートモア - カナダ、オンタリオ州、リッチモンドヒル |